# Nothochauliodes penai
Nothochauliodes penai är en insektsart som beskrevs av Oliver S. Flint Jr. 1983. Nothochauliodes penai ingår i släktet Nothochauliodes och familjen Corydalidae. Inga underarter finns listade i Catalogue of Life.